# Papamosques de carpó groc
El papamosques de carpó groc (Ficedula zanthopygia) és una espècie d'ocell de la família dels muscicàpids (Muscicapidae). És troba a l'est d'Àsia. Nidifica desde Mongòlia fins l'oest del Japó i passa l'hivern a Indonèsia i Malàisia. El seu hàbitat natural el formen boscos, matollars i ambients humans. El seu estat de conservació es considera de risc mínim.